# Rondo op. 1 (Chopin)

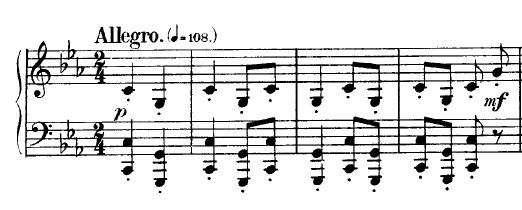
Początek utworu

Rondo c-moll op. 1 – utwór w formie ronda na fortepian skomponowany przez Fryderyka Chopina w 1825 . Wydany w tym samym roku w Warszawie przez Andrzeja Brzezinę. Opublikowany został później jako opus pierwsze. Rondo utrzymane jest w stylu brillant.

## Historia
Kompozycja powstała w okresie nauki Chopina w Liceum Warszawskim, do którego wstąpił w 1824. Chopin uczył się wtedy jednocześnie u Józefa Elsnera, wymagającego od ucznia poznania różnych form muzycznych. Utwór dedykowany został Luizie Linde („à Mme de Linde”), żonie Samuela Linde, dyrektora szkoły.
Rondo ukazało się drukiem 2 czerwca 1825 nakładem księgarza Andrzeja Brzeziny (wydawnictwo działało wtedy od trzech lat; w 1828 w tej samej oficynie opublikowano rondo op. 5). W tym samym dniu w Kurierze Warszawskim ukazała się informacja na ten temat. Wydanie zawiera liczne nieścisłości merytoryczne.
10 czerwca w warszawskim konserwatorium Chopin wykonał utwór na eolomelodikonie podczas koncertu na rzecz Warszawskiego Towarzystwa Dobroczynności zorganizowanego przez Józefa Jawurka, przyjaciela rodziny Chopinów. Było to powtórzenie koncertu, który odbył się 27 maja w kościele ewangelickim. Na obu zagrali ci sami muzycy. Po pierwszym koncercie w Allgemeine musikalische Zeitung opublikowano doniesienia anonimowego korespondenta, w których m.in. zachwalano zdolności improwizacyjne Chopina. Była to pierwsza wzmianka o kompozytorze w prasie zagranicznej.
W Berlinie utwór ukazał się jako op. 1 w 1835 nakładem Adolpha Schlesingera. W Warszawie wydanie miało być dostępne u Brzeziny. W Londynie utwór ukazał się w marcu 1836 nakładem Wessel & Co. Strona tytułowa informowała o nowym wydaniu poprawionym przez „jego ucznia J. Fontanę”. Brytyjski wydawca samowolnie opatrzył utwór tytułem „Adieu à Varsovie”. W październiku 1836 kompozycję wydał w Paryżu Maurice Schlesinger. W maju 1839 w Lipsku opus 1 wydał Hofmeister (wydanie poprawione częściowo przez kompozytora). W Warszawie nuty miały być dostępne u Sennewalda. Wydania opierano prawdopodobnie na warszawskim pierwodruku, korygując niektóre błędy (lub popełniając inne). Strony tytułowe informowały o dostępnych wersjach na 4 ręce. Prawdopodobnie powielały one to samo skrócone opracowanie (brak taktów 100–129) nieznanego autora (dokonane bez udziału Chopina).
Rękopis utworu zaginął. Rękopis incipitu (dwóch pierwszych taktów)  przechowywany jest w Bibliotece Narodowej Francji.

## Budowa
Utwór rozpisany w 357 taktach rozpoczyna się skokami między dźwiękami C i G granymi staccato. Refren (temat I) nawiązuje do rond Ludwiga van Beethovena. Między refrenami występują po dwa kuplety , przy czym pierwszy kuplet pełni funkcję tematu II. Według Fredericka Niecksa „tematy zbyt luźno są ze sobą powiązane”. Zdaniem Mieczysława Tomaszewskiego „tematom brak (...) jeszcze owej typowo chopinowskiej wyrazistości melodycznej i śpiewności” . Czas trwania utworu wynosi ok. 7,5 minuty.

## Recepcja
W liście z 11 stycznia 1832 Robert Schumann polecał Friedrichowi Wieckowi nauczenie ronda op. 1 swojej córki Clary (późniejszej żony Schumanna). Zdaniem Fredericka Niecksa „indywidualność kompozytora jest tu jeszcze słabo widoczna, jednak nie możemy zarzucić mu naśladowania jakiegokolwiek mistrza”. Mieczysław Tomaszewski pisał: „Do badań nad twórczością Chopina (...) utwór ten ma szczególne znaczenie. Widoczne są tam wzory muzyki klasycznej, zarówno w strukturowaniu refrenu, tematu podstawowego jak i części wewnętrznych (...). Język harmoniczny tego utworu odpowiada zasadom muzyki klasycznej. (...) Natomiast stosunki harmoniczne zachodzące pomiędzy tematami zdradzają już wzory późniejsze”.

## Nagrania
Rondo op. 1 nagrali m.in. Ludwik Stefański (ok. 1960) i Adam Harasiewicz (ok. 1965).